# Stercorarius
Los salteadores o págalos (Stercorarius) forman un género de aves marinas caradriformes de la familia de los stercoráridos.

## Taxonomía
Descripción original
Este género fue descrito originalmente en el año 1760 por Mathurin Jacques Brisson, siendo su especie tipo —por tautonimia— Larus parasiticus (Stercorarius parasiticus), la que había sido descrita dos años antes por el científico, naturalista, botánico y zoólogo sueco Carlos Linneo.
Etimología
Etimológicamente el término Stercorarius se construye con vocablos del latín, en donde: stercus, stercoris significa ‘estiércol’ más el sufijo -arius que refiere a ‘ocupación’. Georges Louis Leclerc, conde de Buffon, siguiendo a Brisson, repite la creencia marinera comentada por Antonio Pigafetta, originada en observaciones de persecuciones de estas aves a otras hasta que estas últimas arrojaban algo, concluyendo que era su excremento y en realidad era el alimento que regurgitaban desde su aparato digestivo.

### Subdivisión

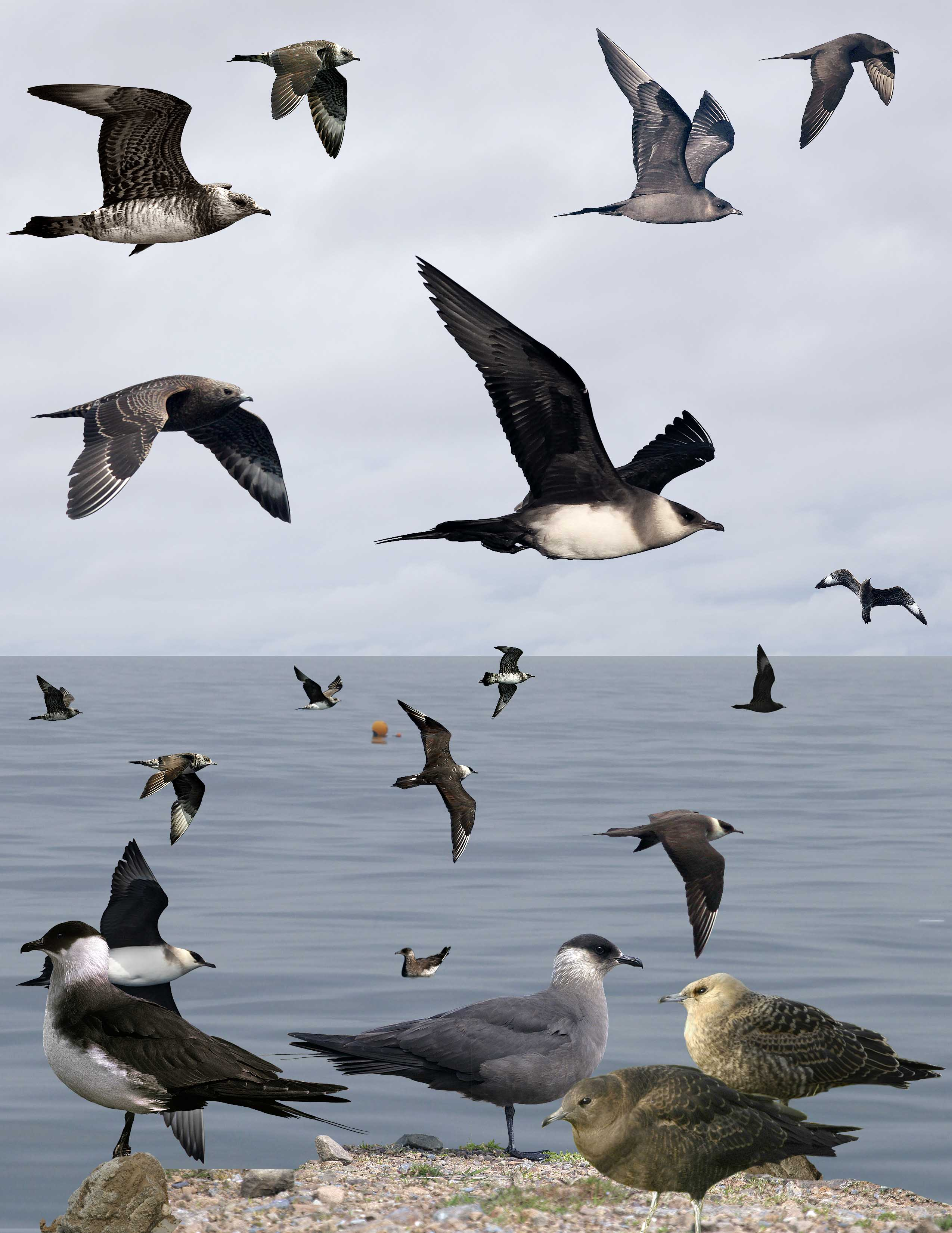
Págalo parásito (Stercorarius parasiticus).

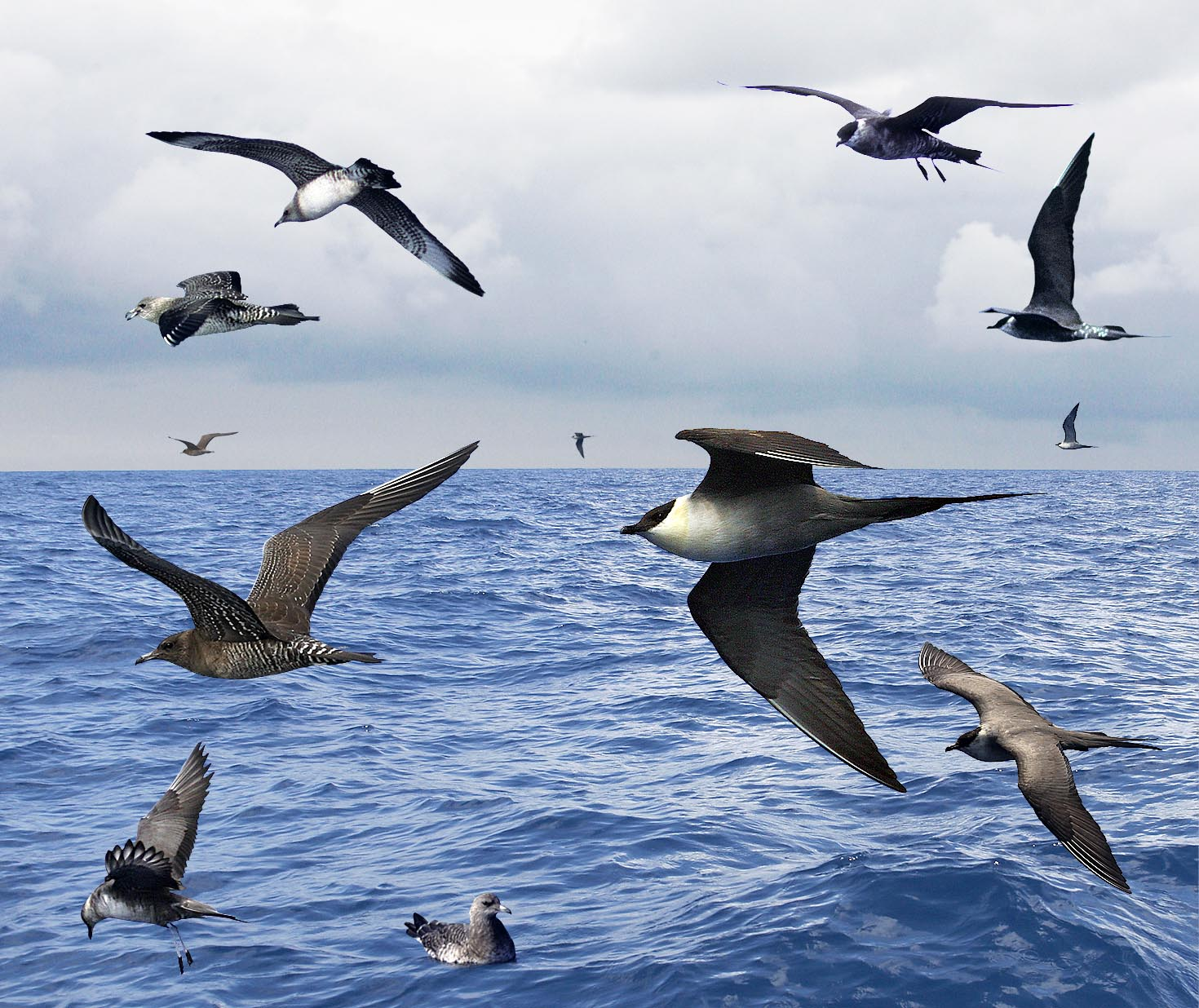
Págalo rabero (Stercorarius longicaudus).

El género Catharacta está compuesto por 2 especies:
- Stercorarius longicaudus Vieillot, 1819[8] Págalo rabero
- Stercorarius parasiticus (Linnaeus, 1758)[5] Págalo parásito.

### Historia taxonómica
Tradicionalmente la familia Stercorariidae se clasificó como compuesta por dos géneros, Stercorarius Brisson, 1760 y Catharacta Brünnich, 1764, pero hacia finales de la década de 1990 todos los actuales integrantes de Catharacta fueron reunidos en un género Stercorarius ampliado, es decir, junto con los actuales salteadores pequeños —S. longicaudus  y S. parasiticus—, ya que estudios genéticos de genoma mitocondrial habían arrojado una menor afinidad de Stercorarius pomarinus —tradicionalmente un Stercorarius sensu stricto— con los salteadores pequeños que con las especies de Catharacta sensu stricto, por lo que algunos, para evitar la fusión, había intentado conciliar la división genérica clásica con la nueva información proponiendo el colocar a esa especie problemática en su propio monotípico género (Coprotheres), reconociendo así el carácter morfológico distintivo que la separa de las tradicionales Catharacta; sin embargo, esto fue algo muy poco aceptado.
Finalmente, en el año 2016, Caio J. Carlos propuso para la familia Stercorariidae una clasificación cladística por secuenciación, derivada de las hipótesis y resultados de varios trabajos anteriores de otros colegas, en la cual se volvió a escindir a Stercorarius sensu lato al rehabilitar a Catharacta, pero, esta vez, incluyendo en este último género a Stercorarius pomarinus/Coprotheres pomarinus (Catharacta pomarina), quedando Stercorarius limitado a solo 2 especies: S. longicaudus  y S. parasiticus.
Los especialistas de la organización internacional dedicada a la conservación de los recursos naturales Unión Internacional para la Conservación de la Naturaleza (IUCN) —la cual elabora la obra Lista Roja de Especies Amenazadas—, también coinciden en que Stercorariidae está compuesta por 2 géneros, pero con la salvedad de que juzgan que Stercorarius está integrado por 3 especies, al mantener a Catharacta pomarina en el género Stercorarius (Stercorarius pomarinus).

## Características
Los integrantes del género Stercorarius son aves de tamaño mediano (de 41 a 53 cm de longitud —si se incluyen las largas prolongaciones caudales— y pesos de 230 a 610 g), con corona negra y plumajes muy variable, predominando en lo dorsal los colores grises, exhibiendo en las alas sectores blancos en la base de las primarias (que pueden ser incospicuos); ventralmente son todo blancuzcos (o blancuzcos con collar o semicollar gris) presentando algunas fases en donde todo lo ventral es grisáceo. En las fases no oscuras, el sector claro ventral cubre también parte o todo el cuello dorsal, donde puede tomar tonos amarillentos. En este género destacan las prolongaciones de las timoneras centrales de la cola, las que sobrepasan a las restantes por 10 cm, en el caso de S. parasiticus, pero llegan a sobresalir 25 cm respecto al ápice de las laterales en el caso de S. longicaudus. Presentan fuertes picos de tonos oscuros y ápice en gancho; patas oscuras con dedos que terminan en afiladas garras y entre ellos se desarrolla una membrana interdigital, la que les permite moverse fácilmente cuando acuatizan en la superficie del mar.

## Hábitos de vida
Las dos especies de Stercorarius son aves agresivas, que vuelan de forma rápida, ágil y acrobáticamente; están relacionadas con el medio marino, viviendo fuera de la época reproductiva y durante meses en alta mar, lejos de las costas, por lo que realizan migraciones de larga distancia. A diferencia de todas las especies de Catharacta, sus vocalizaciones no son como una risa de 4 a 12 notas, tampoco al estar posadas en el suelo suelen mantener las alas elevadas y extendidas.
Su alimento lo obtienen de formas variadas: mediante el carroñeo de mamíferos marinos (cetáceos y pinnípedos); hostigando a otras aves marinas, hasta que estas sueltan las presas capturadas o, si ya las habían tragado, hasta que las regurgitan; también predan sobre otras aves, en especial, sobre los huevos y pichones; además, capturan roedores, peces, insectos e invertebrados marinos.

### Nidificación
Los componentes del género Stercorarius nidifican en el borde costero continental, así como en islas e islotes en ambiente de tundra en latitudes circumpolares. Lo hacen de manera solitaria o en colonias dispersas. El nido es apenas una ligera excavación expuesta en suelo arenoso o entre pasto o piedras, sin el aporte de materiales. Allí la hembra realiza una postura de 2 huevos (siendo de un solo huevo cuando el alimento no abunda o en el caso de parejas inexpertas) de coloración críptica (oliváceos con pintas castañas, pardas y grises), a los que defienden agresivamente de cualquier intruso que pueda representar un peligro potencial.